# Дитинство

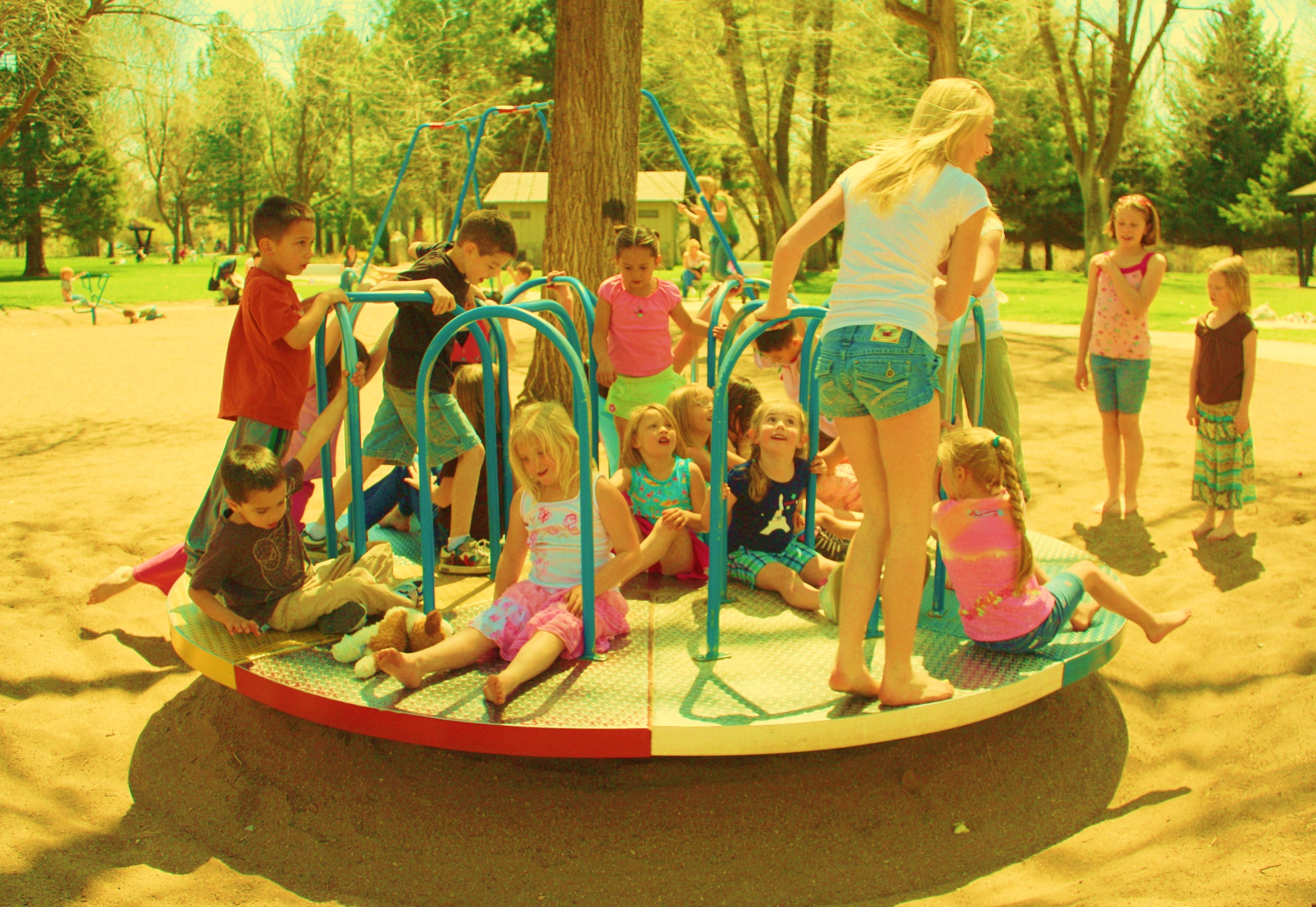
Ігри є важливою складовою дитинства.

Дити́нство — життєвий відрізок від народження і до підліткового віку, що починається з настанням статевого дозрівання. Дитинство охоплює фізичний, психоемоційний, когнітивний і соціальний розвиток. Це ключовий етап формування особистості, поведінкових моделей, самоусвідомлення та взаємодії зі світом.
Всесвітня організація охорони здоров'я (ВООЗ) визначає дитинство як період від народження до 19 років, умовно поділяючи його на три етапи: раннє дитинство (0–5 років), середнє дитинство (6–9 років) і підлітковий вік (10–19 років). ЮНІСЕФ у своїй Конвенції про права дитини визначає дитину як кожну людину до досягнення 18-річного віку, якщо за законом, що застосовується до дитини, повноліття не настає раніше.

## Історія
Філіпп Ар'єс — французький медіавіст та історик у своїх дослідження описував життя дітей в ранньому середньовіччі. На його думку, у ті часи не було значного поділу між дорослими та дітьми — діти одягалися як дорослі й виконували ту ж роботу, що і їхні батьки. Батьки доглядали за дітьми і допомагали їм до того віку, поки діти ще не вміли самостійно ходити, але після того, як діти вже могли самостійно «пересуватися» вони вже вважалися «дорослими». Діти були «маленькими дорослими». Не існувало ані просторового, ані соціального відмежування між дорослими і дітьми. Важливою була кількість дітей, а не індивідуальні здібності кожного. Оскільки в той час дітям не приділяли особливої уваги, не існувало і поняття «дитинство».

## Етапи розвитку

### Раннє дитинство (0–5 років)
У новонароджених дітей кісткова тканина є недостатньо мінералізованою, що зумовлює її м'якість. Кістки черепа не мають швів і з'єднуються за допомогою хрящових пластинок — тім'ячок. Усього їх шість: два з них (клиноподібне і соскоподібне) парні. Найбільше, переднє тім'ячко, розташоване в місці з'єднання лобової і тім'яної кісток. Хребет новонародженого має форму дуги з увігнутістю вперед; вигини починають формуватися приблизно з тримісячного віку. У середньому між шостим і восьмим місяцем життя починають прорізатися перші зуби.
Протягом першого року життя дитина пізнає навколишній світ переважно через відчуття. Вона сприймає звуки, зорові образи та емоційне забарвлення мови дорослих. Виявляє базові вроджені форми поведінки, такі як хапальний, миготливий, смоктальний і захисний рефлекси. У цей період дитина активно зростає, навчається сидіти, повзати, стояти, а до кінця першого року — ходити.
У віці від одного до трьох років продовжується інтенсивне фізичне і психічне зростання. Прорізуються всі молочні зуби, з'являються елементи мовлення, зростає обсяг пам'яті. Дитина починає орієнтуватися в просторі, активно досліджує середовище через гру. Гра виконує важливу роль у формуванні когнітивних і соціальних навичок.
У віці двох років дитина здатна долати прості перешкоди, утримувати рівновагу, брати участь у рухливих іграх із бігом, стрибками та киданням м'яча. Рухова координація ще залишається нестабільною, увага — нетривалою. Поведінка імпульсивна, мислення конкретне. Дитина потребує стабільного розпорядку, активно наслідує дорослих, навчається користуватися горщиком.
У три роки відзначається подальший розвиток когнітивних здібностей. Дитина здатна розпізнавати та правильно називати основні кольори, форми та розміри предметів. Вона виконує завдання з групування об'єктів за зразком, складає пірамідки, мозаїки та прості картинки. Мовлення значно збагачується: з'являються фрази з кількох слів, активна мова стрімко розвивається, хоча пасивний словник залишається ширшим. Формується інтуїтивне розуміння граматичних зв'язків у мові. У цьому віці дитина активно розвиває уявлення про себе та інших. Зростає емоційна реактивність, з'являється схильність до перевірки меж дозволеного, зберігається егоцентричність. Важливе місце займає формування естетичних уподобань та інтересу до пізнання.
Психоемоційний розвиток дитини значною мірою залежить від сімейного оточення. Поведінка дорослих, зокрема реакції на помилки, похвалу, прийняття або осуд, формує у дитини почуття безпеки, гідності та емоційної стійкості. Основні цінності, установки та етичні орієнтири закладаються у родинному середовищі. Раннє виховання, засноване на любові, повазі та справедливості, сприяє формуванню гармонійної, самодостатньої особистості.
Дошкільний вік характеризується активним розвитком мислення. Мозок дитини в цей період здатний засвоювати значний обсяг інформації, що робить його критичним для формування знань, самооцінки та емоційного фону. На думку фахівців, перші шість років життя мають ключове значення для формування особистості. Поведінкові моделі, навички взаємодії та емоційна стійкість мають витоки саме в ранньому дитинстві.

### Середнє дитинство і підлітковий вік (6–19 років)

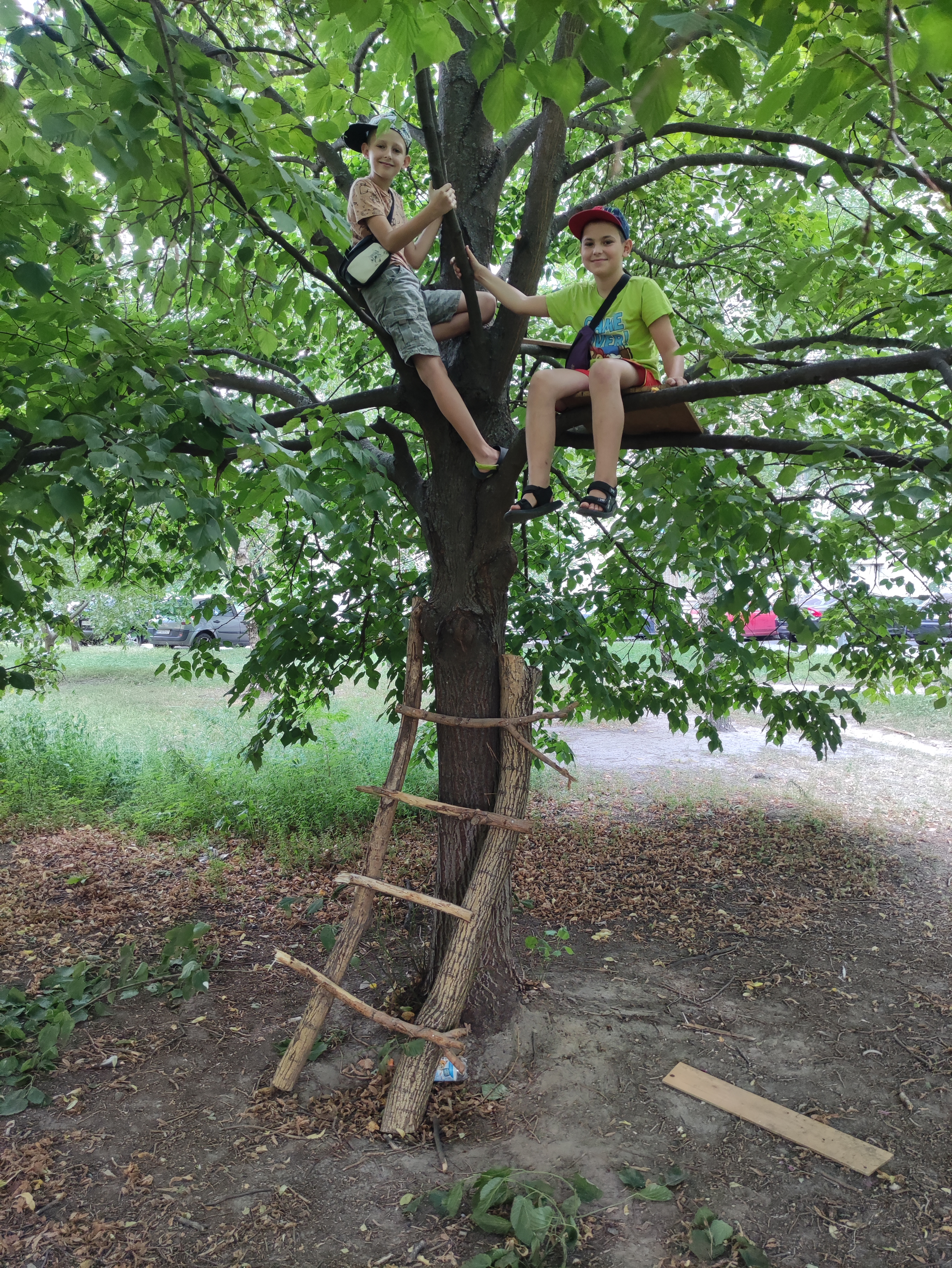
Діти 10 років, які залізли на дерево до своєї «халабуди» по спорудженій ними приставній драбині

Дитина у віці від 6 до 16–19 років відвідує школу та здобуває різнобічний життєвий досвід. У цей період формується відчуття відповідальності, що проявляється, зокрема, у виконанні навчальних завдань та регулярному відвідуванні навчального закладу. Відбувається розвиток індивідуальних уподобань і становлення особистості.
У педагогіці та психології умовно виділяють два етапи шкільного віку: молодший шкільний вік, який триває до 11 років, та старший шкільний вік, що починається з 12 років і часто співвідноситься з підлітковим періодом або періодом статевого дозрівання. Через індивідуальні особливості темпи й строки статевого дозрівання можуть варіювати, що зумовлює нерівнозначність меж між старшим шкільним та підлітковим віком.
Після періоду першого фізіологічного прискорення росту (вік близько 4–6 років) настає відносна стабілізація темпів росту до початку статевого дозрівання. Орієнтовну оцінку нормального зросту у дітей віком старше 4 років можна здійснити за формулою: 100 + 6 × (п − 4), де п — вік дитини у роках. Масу тіла дітей до 11 років приблизно розраховують за формулою: 10,5 + 2 × п (кг), а для дітей 12 років і старших — за формулою: (п × 5) − 20 (кг). Оцінка відповідності росту та маси тіла віковим нормам проводиться на основі стандартизованих ростовагових таблиць, які враховують індивідуальні та популяційні особливості розвитку дітей.

## Географія дитинства
Географія дитинства— наука, яка вивчає як (доросле) суспільство сприймає дитинство та як поведінка дорослих впливає на життя дітей. Ця наука почала формуватися в 70-х роках ХХ століття в США.